# Norton Utilities
Die Norton Utilities (kurz: NU) sind eine Zusammenstellung verschiedener Dienstprogramme zur Erweiterung der Funktionalität des jeweiligen Betriebssystems. Die erste Version wurde von Peter Norton 1981 für das Betriebssystem MS-DOS (und kompatible) entwickelt. Der Fokus der Dienstprogramme liegt auf dem Aufspüren und Beheben von Fehlern in Dateien, Dateisystemen und Festplatten sowie der Systemdiagnose, Systembeschleunigung und Datenwiederherstellung. Peter Norton Computing Inc. wurde 1990 von Symantec übernommen, das in den 1990er- und 2000er-Jahren in dieser Kategorie zu den Marktführern gehörte.
Die Norton Utilities gab bzw. gibt es neben den Versionen für PC-kompatibles DOS auch für Windows und Mac OS.

## Versionen für Microsoft-Betriebssysteme
Bis Version 7 waren alle Versionen ausschließlich für PC-kompatibles DOS – allen voran MS-DOS, aber auch dazu kompatible DOS wie PC DOS oder DR-DOS – und ergänzen dieses. Enthalten waren unter anderem:
- Defragmentierer (SpeedDisk),
- Dateiwiederherstellungsprogramm (Undelete),
- Festplatteneditor (Disk Editor),
- erweiterter Befehlsinterpreter (NDOS, Lizenzversion von 4DOS),
- Dateisuchprogramm (File Find),
- Programm zur Systemanalyse.

Ab Version 8 der Norton Utilities sind einige Programme neben der DOS-Version auch in einer Variante für Windows 3.x enthalten, die (bei vorhandenem Windows) zusätzlich installiert werden können. Mit der Einführung von Windows 95 wurde die Toolsammlung gänzlich auf Windows portiert und, die Versionsnummer begann erneut bei 1.0. Mit Version 4.5 (erschienen im Jahr 2000) änderte Symantec die Versionsbezeichnungen auf die Jahreszahlen, welches 2009 revidiert wurde. Zwischen 2003 und 2007 waren die Utilities integraler Bestandteil der Programm-Suite Norton SystemWorks, zu denen auch Norton AntiVirus gehörte. Die im Jahr 2009 erschienene Version 14 läuft unter Windows XP, Vista und 7.
Seit 2020 bieten die Norton Utilities zwar keine Updatemöglichkeit mehr an, bleiben dabei jedoch weiterhin funktionsfähig. Sein Nachfolger ist das leistungsfähigere Norton Utilities Ultimate.

## Bedeutung
In den 1980er und 1990er Jahren erfreuten sich die Norton Utilities großer Beliebtheit. Auch Microsoft nahm einige Programmteile als Bestandteile des Betriebssystems MS-DOS in Lizenz auf (z. B. den Festplattendefragmentierer). Dennoch blieben die originalen Norton-Utilities-Programme in ihrer Handhabung flexibler. Mit dem Aufkauf von Central Point Software, des Herstellers der PC Tools, übernahm Symantec 1994 seinen in diesem Bereich schärfsten Konkurrenten.
Auf dem Mac gibt es die Norton Utilities seit 1988. Auf dieser Plattform waren Micromat TechTool Pro und Alsoft DiskWarrior die Hauptkonkurrenten.
Mit dem Aufkommen der Betriebssysteme der Windows-NT-Reihe verloren die Norton Utilities ihren Stellenwert. Galt die Werkzeugsammlung unter DOS noch als wertvolle Ergänzung der Systemprogramme, so gab es einerseits unter Windows später bereits genügend teils freie Alternativen bzw. waren manche Funktionen bereits im Betriebssystem enthalten, andererseits wurden auch die Weiterentwicklungen durch Symantec selbst nicht als gut gelungen angesehen.
Auf dem Mac wurden die Norton Utilities nicht mehr auf das Unix-basierte Mac OS X portiert, das ab 2002 das klassische Mac OS ersetzte.

## Probleme/Kritik
Die Zusammensetzung und der Mehrwert der Toolsammlung schwankte mit den Jahren und Versionen deutlich und nimmt seit Jahren ab. Vor allem die Einführung neuer Betriebs- und Dateisysteme, wie der Umstieg von DOS auf Windows und dessen stete Weiterentwicklung, machte einige althergebrachte Erweiterungen überflüssig. Dem passte sich die Toolsammlung an, was unterschiedlich gut gelang. Mit der Einführung des Papierkorbes in Windows 95 verlor z. B. das eigenständige Wiederherstellungsprogramm seinen Nutzen, stattdessen erweiterten die Norton Utilities die Funktionen des Papierkorbes, was aber mit Windows XP wieder überflüssig wurde. Nachdem sich große NTFS-formatierte Festplatten immer mehr durchsetzten, galt dies auch für den Defragmentierer SpeedDisk. Ab der Version 14 ist er nicht mehr enthalten (nur noch als Verweis auf den integrierten Defragmentierer von Windows).
Immer wieder kritisiert wurde, dass die Toolsammlung unter Windows XP nicht mit eingeschränkten Rechten umgehen konnte.
2012 wurde Symantec in den USA verklagt, weil u. a. die Norton Utilities von den Klägern als Scareware eingestuft wurden, denn die Anwender wurden mit Meldungen von angeblich gefährlichen Problemen, Fehlern und Sicherheitslücken konfrontiert, ohne dass eine derartige Gefahr überhaupt bestanden hätte.